# University (condado de Orange)
University es un lugar designado por el censo ubicado en el condado de Orange en el estado estadounidense de Florida. En el Censo de 2010 tenía una población de 31.084 habitantes y una densidad poblacional de 1.275,95 personas por km².

## Geografía
University se encuentra ubicado en las coordenadas 28°35′24″N 81°12′16″O / 28.59000, -81.20444. Según la Oficina del Censo de los Estados Unidos, University tiene una superficie total de 24.36 km², de la cual 23.51 km² corresponden a tierra firme y (3.5%) 0.85 km² es agua.

## Demografía
Según el censo de 2010, había 31.084 personas residiendo en University. La densidad de población era de 1.275,95 hab./km². De los 31.084 habitantes, University estaba compuesto por el 74.09% blancos, el 12.13% eran afroamericanos, el 0.34% eran amerindios, el 5.54% eran asiáticos, el 0.11% eran isleños del Pacífico, el 5.44% eran de otras razas y el 2.35% pertenecían a dos o más razas. Del total de la población el 21% eran hispanos o latinos de cualquier raza.